# Tony Ashton

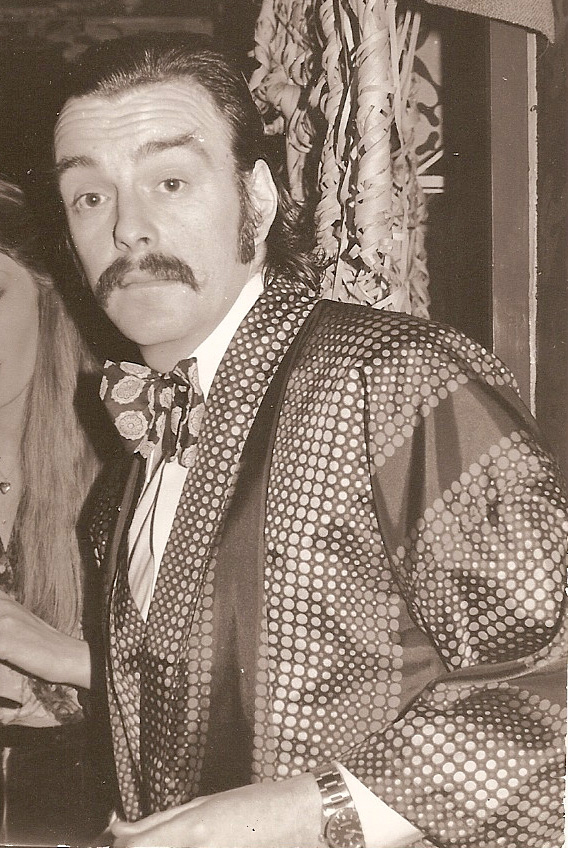
Tony Ashton 1972

Tony Ashton (* 1. März 1946 in Blackburn; † 28. Mai 2001 in London) war ein britischer Rocksänger und -keyboarder.

## Leben
1962 gründete er seine erste Band, die College Boys. Es folgten schnell hintereinander The Excheckers, Lee Walker and the Travellers, Jimmy Justice and the Excheckers, Mastersounds, John Berri Seven, Mike Hurst and the Method und Remo Four. 1963 hatte er mit den Excheckers seine erste Platte aufgenommen.
1968 trennten sich die Remo Four dann und Ashton gründete mit Kim Gardner und Roy Dyke Ashton, Gardner & Dyke. Nachdem auch dieses Projekt 1972 gescheitert war, tat sich Ashton mit Jon Lord von Deep Purple zusammen. Die beiden hatten bereits 1971 zusammen die Filmmusik für den Western The Last Rebel komponiert, außerdem ist Ashton auf zwei von Lords Alben zu hören: Gemini Suite (1971) und Windows (1974). 1974 nahmen sie dann das Album First of the Big Bands auf, das bei der Musikpresse wenig Begeisterung auslöste. Im Jahre 1973 war Ashton auch kurzzeitig von Roger Chapmans Band Family angeheuert worden, mit der die zwei Alben BBC Radio 1 Live in Concert und It’s Only a Movie entstanden.
1976 formierte Ashton dann mit Lord und Ian Paice (auch von Deep Purple) die Rockband Paice Ashton Lord, kurz PAL. Sie engagierten Paul Martinez (E-Bass) und Bernie Marsden (Gitarre). Die Band trennte sich allerdings schnell wieder.
Ashton arbeitete danach unter anderem mit den Wings, Chicken Shack und Charlie Ainley zusammen und spielte mit Rick Wakeman von Yes. Er half aus bei Hardin & York, spielte auf Roger Glovers Butterfly Ball und trat mit Chris Barber auf. 1991 war er auf Pete Yorks Album Superblues zu hören. Für die Aufnahmen zu dem Kindermusical Wind in the Willows holte ihn Eddie Hardin ins Studio. Er assistierte bei John Entwistles Studio-Quartett Rigor Mortis und half Eberhard Schoener in München. 1997 ging er mit Long John Baldry auf Tournee. Auch als Komponist war er weiterhin tätig, er komponierte 1979 zusammen mit Florrie Palmer The Heat Is On für Noosha Fox (1983 spielte Agnetha Fältskog eine Coverversion des Liedes ein).
Seine Solo-Werke kamen bei den Kritikern nicht gut an: Weder Live in the Studio (1984) noch die Single Mr. Ashton Sings Big Red and Other Love Songs (1995) lösten bei der Kritik Begeisterung aus. Eine letzte Single erschien 1996: The Big Freedom Dance ist ein Tribut für John Lennon.
Ende der 1990er Jahre litt er mehr und mehr an Krebs. Um noch genug zu verdienen, musste er sich der Malerei zuwenden. Beispielsweise stammt das Cover von Wind in the Willows von ihm.
2001 erlag Tony Ashton seinem Krebsleiden.
| Name                                        | Band                   | Jahr                        |
| ------------------------------------------- | ---------------------- | --------------------------- |
| Smile                                       | The Remo Four          | 1966                        |
| Ashton, Gardner & Dyke                      | Ashton, Gardner & Dyke | 1969                        |
| The Worst Of Ashton, Gardner & Dyke         | Ashton, Gardner & Dyke | 1970                        |
| What A Bloody Long Day It’s Been            | Ashton, Gardner & Dyke | 1972                        |
| It’s Only A Movie                           | Family                 | 1973                        |
| The First Of The Big Bands                  | Tony Ashton & Jon Lord | 1974                        |
| Malice In Wonderland                        | Paice Ashton Lord      | 1976                        |
| Live In The Studio                          | Tony Ashton            | 1984                        |
| BBC Live In Concert                         | Paice Ashton Lord      | 1992, aufgenommen live 1977 |
| BBC Live In Concert                         | Tony Ashton & Jon Lord | 1993, aufgenommen live 1974 |
| Mr. Ashton Sings Big Red & Other Love Songs | Tony Ashton            | 1995                        |
| The Big Freedom Dance                       | Tony Ashton            | 1996                        |